# Giant Killing
Giant Killing (ジャイアントキリング?, Jaianto Kiringu) è un manga spokon dedicato al calcio scritto da Masaya Tsunamoto e disegnato da Tsujitomo, pubblicato in Giappone dall'editore Kōdansha dall'11 gennaio 2007. In Italia, il manga viene pubblicato dalla Panini Comics sotto l'etichetta Planet Manga a partire da ottobre 2012. Dal manga è stato tratto un anime omonimo in 26 episodi, prodotto nel 2010 dallo Studio Deen e trasmesso in Giappone dal canale televisivo NHK a partire dal 4 aprile al 26 settembre 2010.

## Trama
L'East Tokyo United, (ETU) è una squadra di calcio di Tokyo ormai sull'orlo della retrocessione. Per risollevare le sue sorti, visto che anche i tifosi più accesi la stanno abbandonando, i dirigenti decidono di prendere un nuovo allenatore, Tatsumi Takeshi, un ex grande campione di calcio con un'esperienza di allenatore per una squadra inglese amatoriale.
La stagione non inizia bene per l'ETU che, dopo un pareggio con il Tokyo Victory, subisce cinque sconfitte di fila alle quali, dopo la vittoria con il Nagoya, si sussegue una serie di vittorie. Seguono poi una serie di partite pareggiate, una sconfitta, e una partita vinta contro gli Osaka Gunners.

## Media

### Manga
Il manga viene scritto da Masaya Tsunamoto, disegnato da Tsujitomo e serializzato dall'11 gennaio 2007 sulla rivista Weekly Morning edita da Kōdansha. I vari capitoli vengono raccolti in volumi tankōbon dal 23 aprile 2007.
In Italia la serie viene pubblicata da Panini Comics sotto l'etichetta Planet Manga nella collana Manga Giants dal 27 ottobre 2012.

#### Volumi
| Nº | Data di prima pubblicazione | Data di prima pubblicazione | Data di prima pubblicazione | Data di prima pubblicazione |
| Nº | Giapponese                  | Giapponese                  | Italiano                    | Italiano                    |
| -- | --------------------------- | --------------------------- | --------------------------- | --------------------------- |
| 1  | 23 aprile 2007              | ISBN 978-4-06-372593-3      | 27 ottobre 2012             | —                           |
| 2  | 23 luglio 2007              | ISBN 978-4-06-372618-3      | 30 novembre 2012            | —                           |
| 3  | 23 ottobre 2007             | ISBN 978-4-06-372637-4      | 22 dicembre 2012            | —                           |
| 4  | 23 gennaio 2008             | ISBN 978-4-06-372660-2      | 31 gennaio 2013             | —                           |
| 5  | 23 aprile 2008              | ISBN 978-4-06-372682-4      | 28 febbraio 2013            | —                           |
| 6  | 23 luglio 2008              | ISBN 978-4-06-372716-6      | 30 marzo 2013               | —                           |
| 7  | 23 ottobre 2008             | ISBN 978-4-06-372740-1      | 27 aprile 2013              | —                           |
| 8  | 21 novembre 2008            | ISBN 978-4-06-372753-1      | 31 maggio 2013              | —                           |
| 9  | 23 gennaio 2009             | ISBN 978-4-06-372769-2      | 29 giugno 2013              | —                           |
| 10 | 23 aprile 2009              | ISBN 978-4-06-372789-0      | 27 luglio 2013              | —                           |
| 11 | 23 luglio 2009              | ISBN 978-4-06-372818-7      | 31 agosto 2013              | —                           |
| 12 | 23 ottobre 2009             | ISBN 978-4-06-372840-8      | 28 settembre 2013           | —                           |
| 13 | 22 gennaio 2010             | ISBN 978-4-06-372868-2      | 26 ottobre 2013             | —                           |
| 14 | 23 aprile 2010              | ISBN 978-4-06-372897-2      | 30 novembre 2013            | —                           |
| 15 | 21 maggio 2010              | ISBN 978-4-06-372904-7      | 21 dicembre 2013            | —                           |
| 16 | 23 luglio 2010              | ISBN 978-4-06-372918-4      | 31 gennaio 2014             | —                           |
| 17 | 22 ottobre 2010             | ISBN 978-4-06-372950-4      | 28 febbraio 2014            | —                           |
| 18 | 21 gennaio 2011             | ISBN 978-4-06-372972-6      | 29 marzo 2014               | —                           |
| 19 | 22 aprile 2011              | ISBN 978-4-06-372992-4      | 30 aprile 2014              | —                           |
| 20 | 22 luglio 2011              | ISBN 978-4-06-387023-7      | 31 maggio 2014              | —                           |
| 21 | 21 ottobre 2011             | ISBN 978-4-06-387047-3      | 28 giugno 2014              | —                           |
| 22 | 23 gennaio 2012             | ISBN 978-4-06-387074-9      | 26 luglio 2014              | —                           |
| 23 | 23 aprile 2012              | ISBN 978-4-06-387098-5      | 30 agosto 2014              | —                           |
| 24 | 23 luglio 2012              | ISBN 978-4-06-387127-2      | 27 settembre 2014           | ISBN 978-88-912-5623-2      |
| 25 | 23 ottobre 2012             | ISBN 978-4-06-387148-7      | 15 novembre 2014            | ISBN 978-88-912-5666-9      |
| 26 | 23 gennaio 2013             | ISBN 978-4-06-387178-4      | 29 novembre 2014            | ISBN 978-88-912-5704-8      |
| 27 | 23 aprile 2013              | ISBN 978-4-06-387206-4      | 20 dicembre 2014            | ISBN 978-88-912-5731-4      |
| 28 | 23 luglio 2013              | ISBN 978-4-06-387228-6      | 28 febbraio 2015            | ISBN 978-88-912-5778-9      |
| 29 | 23 ottobre 2013             | ISBN 978-4-06-387262-0      | 30 maggio 2015              | ISBN 978-88-912-5848-9      |
| 30 | 23 gennaio 2014             | ISBN 978-4-06-387284-2      | 29 agosto 2015              | ISBN 978-88-912-5955-4      |
| 31 | 23 aprile 2014              | ISBN 978-4-06-388323-7      | 28 novembre 2015            | ISBN 978-88-912-6026-0      |
| 32 | 23 luglio 2014              | ISBN 978-4-06-388350-3      | 27 febbraio 2016            | ISBN 978-88-912-6132-8      |
| 33 | 23 ottobre 2014             | ISBN 978-4-06-388381-7      | 26 maggio 2016              | ISBN 978-88-912-6188-5      |
| 34 | 23 gennaio 2015             | ISBN 978-4-06-388416-6      | 25 agosto 2016              | ISBN 978-88-912-6286-8      |
| 35 | 23 aprile 2015              | ISBN 978-4-06-388436-4      | 3 novembre 2016             | ISBN 978-88-912-6352-0      |
| 36 | 23 settembre 2015           | ISBN 978-4-06-388474-6      | 23 marzo 2017               | ISBN 978-88-912-6499-2      |
| 37 | 20 novembre 2015            | ISBN 978-4-06-388510-1      | 20 luglio 2017              | ISBN 978-88-912-6634-7      |
| 38 | 22 gennaio 2016             | ISBN 978-4-06-388559-0      | 16 novembre 2017            | ISBN 978-88-912-6719-1      |
| 39 | 23 marzo 2016               | ISBN 978-4-06-388572-9      | 22 marzo 2018               | ISBN 978-88-912-6856-3      |
| 40 | 23 maggio 2016              | ISBN 978-4-06-388595-8      | 19 luglio 2018              | ISBN 978-88-912-6956-0      |
| 41 | 22 luglio 2016              | ISBN 978-4-06-388617-7      | 15 novembre 2018            | ISBN 978-88-912-8607-9      |
| 42 | 21 ottobre 2016             | ISBN 978-4-06-388637-5      | 14 marzo 2019               | ISBN 978-88-912-8719-9      |
| 43 | 23 marzo 2017               | ISBN 978-4-06-388659-7      | 18 luglio 2019              | ISBN 978-88-912-8917-9      |
| 44 | 21 luglio 2017              | ISBN 978-4-06-388694-8      | 21 novembre 2019            | ISBN 978-88-912-9118-9      |
| 45 | 23 ottobre 2017             | ISBN 978-4-06-510278-7      | 14 maggio 2020              | ISBN 978-88-912-9343-5      |
| 46 | 23 gennaio 2018             | ISBN 978-4-06-510735-5      | 17 settembre 2020           | ISBN 978-88-912-9547-7      |
| 47 | 23 aprile 2018              | ISBN 978-4-06-511227-4      | 11 febbraio 2021            | ISBN 978-88-912-9780-8      |
| 48 | 23 luglio 2018              | ISBN 978-4-06-511858-0      | 27 maggio 2021              | ISBN 978-88-912-9945-1      |
| 49 | 23 ottobre 2018             | ISBN 978-4-06-513496-2      | 28 ottobre 2021             | ISBN 978-88-287-6237-9      |
| 50 | 23 gennaio 2019             | ISBN 978-4-06-514529-6      | 3 febbraio 2022             | ISBN 978-88-287-6508-0      |
| 51 | 23 aprile 2019              | ISBN 978-4-06-515481-6      | 28 aprile 2022              | ISBN 978-88-287-6631-5      |
| 52 | 23 luglio 2019              | ISBN 978-4-06-516563-8      | 21 luglio 2022              | ISBN 978-88-287-1795-9      |
| 53 | 23 ottobre 2019             | ISBN 978-4-06-517328-2      | 20 ottobre 2022             | ISBN 978-88-287-2260-1      |
| 54 | 23 marzo 2020               | ISBN 978-4-06-518917-7      | 19 gennaio 2023             | ISBN 978-88-287-2877-1      |
| 55 | 23 giugno 2020              | ISBN 978-4-06-519910-7      | 27 aprile 2023              | ISBN 978-88-287-4375-0      |
| 56 | 23 settembre 2020           | ISBN 978-4-06-520766-6      | 27 luglio 2023              | ISBN 978-88-287-4976-9      |
| 57 | 23 dicembre 2020            | ISBN 978-4-06-521770-2      | 12 ottobre 2023             | ISBN 978-88-287-7009-1      |
| 58 | 21 maggio 2021              | ISBN 978-4-06-523276-7      | 25 gennaio 2024             | ISBN 978-88-287-7586-7      |
| 59 | 22 settembre 2021           | ISBN 978-4-06-524866-9      | 25 aprile 2024              | ISBN 978-88-287-8377-0      |
| 60 | 22 febbraio 2022            | ISBN 978-4-06-526771-4      | 25 luglio 2024              | ISBN 978-88-287-9181-2      |
| 61 | 22 luglio 2022              | ISBN 978-4-06-528537-4      | 17 ottobre 2024             | ISBN 979-12-21900-58-3      |
| 62 | 22 novembre 2023            | ISBN 978-4-06-529759-9      | 27 febbraio 2025            | ISBN 979-12-21908-23-7      |
| 63 | 22 marzo 2024               | ISBN 978-4-06-534888-8      | 17 aprile 2025              | ISBN 979-12-21915-17-4      |
| 64 | 23 luglio 2024              | ISBN 978-4-06-536209-9      | 31 luglio 2025              | ISBN 979-12-21922-94-3      |
| 65 | 21 novembre 2024            | ISBN 978-4-06-537527-3      | —                           | —                           |
| 66 | 21 marzo 2025               | ISBN 978-4-06-538846-4      | —                           | —                           |
| 67 | 23 luglio 2025              | ISBN 978-4-06-540079-1      | —                           | —                           |

### Anime
Un adattamento anime diretto da Yuu Kou con la sceneggiatura di Toshifumi Kawase e la colonna sonora di Hideharu Mori, è stato prodotto da Studio Deen e trasmesso dal 4 aprile al 26 settembre 2010 su NHK per un totale di 26 episodi. Le sigle d'apertura e chiusura sono rispettivamente My Story ~Mada Minu Ashita e~ (My story ～まだ見ぬ明日へ～?) cantata da THE CHERRY COKES e Get tough! cantata dei G.P.S.

#### Episodi
| Nº | Titolo | In onda           | In onda |
| Nº | Titolo | Giapponese        |         |
| 1  | #1     | 4 aprile 2010     |         |
| 2  | #2     | 11 aprile 2010    |         |
| 3  | #3     | 18 aprile 2010    |         |
| 4  | #4     | 25 aprile 2010    |         |
| 5  | #5     | 2 maggio 2010     |         |
| 6  | #6     | 9 maggio 2010     |         |
| 7  | #7     | 16 maggio 2010    |         |
| 8  | #8     | 23 maggio 2010    |         |
| 9  | #9     | 30 maggio 2010    |         |
| 10 | #10    | 6 giugno 2010     |         |
| 11 | #11    | 13 giugno 2010    |         |
| 12 | #12    | 20 giugno 2010    |         |
| 13 | #13    | 27 giugno 2010    |         |
| 14 | #14    | 4 luglio 2010     |         |
| 15 | #15    | 11 luglio 2010    |         |
| 16 | #16    | 18 luglio 2010    |         |
| 17 | #17    | 25 luglio 2010    |         |
| 18 | #18    | 1º agosto 2010    |         |
| 19 | #19    | 8 agosto 2010     |         |
| 20 | #20    | 15 agosto 2010    |         |
| 21 | #21    | 22 agosto 2010    |         |
| 22 | #22    | 29 agosto 2010    |         |
| 23 | #23    | 5 settembre 2010  |         |
| 24 | #24    | 12 settembre 2010 |         |
| 25 | #25    | 19 settembre 2010 |         |
| 26 | #26    | 26 settembre 2010 |         |

## Accoglienza
Nel 2010, il manga ha vinto il Premio Kodansha per i manga nella categoria generale.